# NRQZ (Zona Nacional de Silêncio Radiofônico)

Zona Nacional de Rádio Silencioso - EUA - Virgínia Ocidental, Virgínia, e poucas partes de Maryland.

A National Radio Quiet Zone (NRQZ), Zona Nacional de Rádio Silencioso, é uma extensa área do leste dos Estados Unidos na qual as transmissões de rádio são fortemente restringidas por lei, visando facilitar pesquisas científicas e inteligência militar. Sua localização se estende pelos estados de Virgínia, Virgínia Ocidental e uma pequena parte de Maryland.

## Localização
A “Quiet Zone” (Zone de silêncio) é uma extensão retangular de terra com cerca de 13 mil milhas (34 mil km²). Abrange as fronteiras da Virgínia e Virgínia Ocidental e uma faixa de Maryland; Está centrada entre o "National Radio Astronomy Observatory" (NRAO) em Green Bank, Virginia Ocidental e  "Sugar Grove Station" em Sugar Grove, também na Virgínia Ocidental. Inclui todas as terras entre as latitudes 37° 30′ 0.4″ N  39° 15′ 0.4″ N; e longitudes entre 78° 29′ 59.0″ W e 80° 29′ 59.2″ W.

## Restrições
A maioria dos transmissores de radiodifusão ná área são forçados a funcionar com a potência reduzida e usar antenas altamente direcionais. Isso faz com que a televisão a cabo e via satélite sejam essenciais na região. As restrições são ainda mais rígidas a menos de dez milhas das instalações NRAO e Sugar Grove, onde as transmissões poli-direcionais e de alta potência são proibidas, conforme o Cap. 7A do “West Virginia Code”.
Nem todas as transmissões de rádio são proibidas na NRQZ. Por exemplo, são permitidos, serviço de emergência (polícia, bombeiros , ambulância) e rádios do Serviço Rádio do Cidadão.  Os grandes transmissores normalmente coordenam suas operações com a NRAO. As únicas estações de rádio que transmitem na zona de silêncio são aquelas uma rede com uma única estação AM, e várias de baixa potência FM, as Allegheny Mountain Radio. Outras exceções noss limites dessa zona restrita podem ser discutidos caso -a-caso , sendo dada preferência a aspectos da segurança pública, tais como sistemas remotos de alarme, rádio repetidores para os serviços de emergência e NOAA (informações meteorológicas).
As restrições mais severas impostas ao público são aquelas num do raio de 20 milhas do Observatório de Green Bank. A NRAO policia ativamente essa área verificando a presença de qualquer maior radiação eletro-magnérico, tais como fornos de micro-ondas , roteadores WiFi, equipamentos elétricos com defeito, etc. mas não tem poder legal para impedir seu uso, embora a FCC possa aplicar multas de U$50 a quem violar tal restrição e pode ajudar os usuários para buscar uma solução.
Também são proibidos a menos de uma milha do telescópio os veículos com motor a explosão com ignição por faísca elétrica, o que gera interferências. Veículos com  motor diesel são permitidos.

## Usos
A zona de silêncio foi criada pela ”Comissão Federal de Comunicações” (FCC, na sigla em inglês) em 1958 para proteger os rádiotelescópios em Green Bank e Sugar Grove contra interferências prejudiciais. Hoje, a supervisão da zona de silêncio é feita pela NRAO em acordo com as instalações de Sugar Grove facility. A NRQZ protege os telescópios da instalação NRAO, e as antenas e receptores da NIOC (Comando de Informações Operacionais) da Marinha dos Estados Unidos localizada em Sugar Grove. A NIOC tem sido o local de sistemas de coleta de inteligência eletrônica, e hoje a estação chave dos sistema Echelon que é operado pela Agência de Segurança Nacional (NSA).
A área também atrai pessoas que acreditam sofrer da Hipersensitividade eletromagnética.

## Condados na Zona

### Em Maryland
- Extremo sul do condado de Garrett

### Na Virgínia
- Oeste do condado de Albemarle
- Condado de Alleghany
- Condado de Amherst, exceto o quartil do sul
- Extremo norte do condado de Appomattox
- Condado de Augusta
- Condado de Bath
- Extremo norte do condado de Bedford
- Norte do condado de Botetourt
- Nordeste do condado de Buckingham
- Norte do condado de Craig
- Oeste do condado de Greene
- Condado de Highland
- Condado de Nelson
- Oeste do condado de Page
- Condado de Rockbridge
- Condado de Rockingham, exceto pequena parte no extremo leste
- Oeste do condado de Shenandoah

### Em Virgínia Ocidental
- Condado de Barbour exceto uma pequena área no norte
- Extremo leste do condado de Braxton
- Condado de Grant, exceto uma área no norte
- Leste do condado de Greenbrier
- Sudoeste do condado de Hampshire
- Condado de Hardy Hardy
- Sudoeste do condado de Harrison
- Leste do condado de Lewis
- Extremo sul do condado de Mineral
- Nordeste e leste central do condado de Monroe
- Extremo leste do condado de Nicholas
- Condado de Pendleton
- Condado de Pocahontas
- Duas áreas no extremo sudeste e extremo sudoeste condado de Preston
- Condado de Randolph
- Extremo sul do condado de Taylor
- Condado de Tucker, exceto por uma área no extremo norte
- Condado de Upshur
- Centro e leste do condado de Webster

## Cidades na Zona

### Cidades da Virgínia
- Buena Vista
- Metade ocidental de Charlottesville, incluindo partes da Universidade de Virgínia
- Covington
- Harrisonburg
- Lexington
- Staunton
- Waynesboro

### Cidades em Virgínia Ocidental
- Buckhannon
- Elkins
- Weston

Fora da zona
Clarksburg e Lynchburg.